# 菅生事件
菅生事件（すごうじけん）は、1952年6月2日に大分県直入郡菅生村（現在の竹田市大字菅生）で起こった公安警察による日本共産党を弾圧するための自作自演の駐在所爆破事件。犯人として逮捕・起訴された5人の日本共産党関係者全員の無罪判決が確定した冤罪事件である。当時巡査部長として潜入捜査を行っていた警察官は有罪判決確定後も昇任を続けてノンキャリア組の限界とされる警視長まで昇任した。

## 概要
1952年6月2日、大分県直入郡菅生村の駐在所が何者かに爆破され、直ちに日本共産党員ら5名が逮捕・起訴された。被告人全員が事件との関係を否定したが、一審大分地方裁判所で全員有罪となる。しかし、その後の弁護団や報道機関の調査で、事件に現職警察官Aが関与していることが明るみに出て、二審福岡高等裁判所は被告人全員に無罪判決を下した。
冤罪事件の1つとして数えられ、公安警察のフレームアップ（でっち上げ）、謀略事件の一種ともされる。なお、Aは日本共産党への潜入捜査の過程で爆発物運搬に関する犯罪を犯したとして起訴、有罪となったが、刑は免除されて警察官に復職した。

## 背景
1950年、朝鮮戦争の勃発によって、「逆コース」が始まり、いわゆるレッドパージが本格化する。1952年4月には公安調査庁設置法案と破壊活動防止法案が国会に提出された。
他方で日本共産党は所感派が1950年に武装闘争方針を採り、農村に「山村工作隊」を組織。左右の対立が先鋭化する中、1952年にはいわゆる公安事件が頻発する。6月の菅生事件までに白鳥事件（1月21日）、青梅事件（2月19日）、辰野事件（4月30日）、メーデー事件（5月1日）が発生しており、共産党の関与が取りざたされていた。
事件が起きた菅生村は熊本県との県境付近の高原地帯に位置し、戸数は350程度の寒村であった。村では旧地主層と農民組合（旧小作民で構成）が激しく対立し、また村付近への米軍演習地設置計画に対して、地元農民による反対運動も起こっていた。

## 事件経緯

### 発生から第一審有罪判決まで
1952年6月2日午前0時半頃、菅生村の巡査駐在所でダイナマイト入りのビール瓶が爆発し、建物の一部が破壊された。警察は事前に100人近い警察官を張り込ませ、爆発直後に現場付近を通りかかった日本共産党員2人を、続けて他の仲間3人を逮捕する。新聞記者も待機しており、翌日の各紙では日共武装組織を一斉検挙したと報じられた。駐在所巡査の妻は記者会見で、「私は昨夜、駐在所が爆破されるのを知っていました。主人から今夜共産党員が駐在所に爆弾を投げ込みに来ると聞かされていました」と話し、警察が事件を事前に察知していたことをうかがわせている。
検察は逮捕された5人のほか、氏名不詳の人物1人が事件に関与しているとする起訴状を裁判所に提出し、公判が始まった。
警察は弁護側からなぜ当日、現場に多数の警察官が待機していたのか追及され、共産党員を被疑者とする「牛の密殺事件」の捜査中に偶然、事件に遭遇したと弁明した。
牛の密殺とはその年の正月に牛が盗まれ、盗難にあった被害者と近所の住人が周辺3キロ四方を調べたが痕跡が見つからなかった件につき、警察が被疑者宅前で牛の骨を見つけたと主張する件である。被害者が最後に牛を目撃し捜索する２時間程の間に、被疑者が牛を盗み出し、解体。匂いを含めて見つかった骨以外に痕跡を全く残さず処理したという推論に基づいている。
被告人らは、事件2日前の5月30日夜、「市木春秋」と名乗り数か月前から接触してきた自称共産党シンパの男に「西洋紙や壁新聞用のポスターカラーを寄付したい」と言われ、駐在所近くの中学校に当日午前0時に呼び出され、面会して別れた直後に爆発が起き、「市木」は警察の車に乗って行方をくらませたと主張し、無実を訴えた。しかし、1955年7月の大分地裁での一審判決では殺人未遂は否定されたものの首謀者を懲役10年にするなどして5人全員が有罪となった。

### 「潜入捜査」の発覚
弁護団の調べによると、「市木春秋」は事件直前の1952年春に村に移り、地区の製材所で会計係として働いていた。共産党への協力や入党を申し入れるなどし、被告人らに接近を図っていたという。
「市木」は5月1日に「革命は近いぞ。覚悟はよいか」と書いた脅迫状を駐在所に投げ込んだことも判明した。
被告側は控訴審中に調査を続けた結果、「市木春秋」を名乗る男が国家地方警察大分県本部（現・大分県警察本部）警備課の巡査部長Aである疑いが強まる。Aは1952年ごろ、ちょうど「市木」が菅生村に姿を現す少し前から行方不明になっていた。弁護団はAの写真を「市木」を知る村民に見せて回り、その多くから同一人物であるという証言を得たのである。
大分新聞と大分合同新聞が取材を進め、「市木」の正体がAであることを実名付きで報じたが、警察側は巡査部長は事件とは無関係であることを主張し、また彼は退職して行方不明であると説明した。
各報道機関は次々に調査を行い、新聞各紙の特ダネ合戦が開始された。その結果、「市木」は偽名で本名はAであること、Aが現在は国家地方警察本部（現・警察庁）の警備課に採用されていること、などが明らかになる。
1957年3月には共同通信社会部記者の斎藤茂男らがAが東京都新宿区番衆町（現在の新宿五丁目）のアパートに潜伏していることを突き止め、取材を敢行。ここでは「東大文学部研究生・佐々淳一」と名乗っていた。また、事件後Aは警察の庇護を受ける形で福生市や警察大学校にも潜伏していたことも露見した。
この結果、法務大臣や国家公安委員会委員長は事件に際してAを「潜入捜査」に使ったと認めるに至った。石井榮三警察庁長官も国会で追及を受け、Aは国警大分県本部警備部長の命令で、「警察官という身分を秘匿し、製材所の主人にお願いして働きつつ、党の関係の方々とも接触することによって情報を収集するという任務を果たすこととなった」と答弁している。
さらにA自身も検察・弁護両側の証人申請を受けて4月、法廷に立つ。爆破の実行については否定したものの、「潜入捜査」のほか、日本共産党関係者間にダイナマイトを運搬したことを認めた。

### 結末
他方、起訴状によると駐在所に被告人が投げ込んだとされてきたダイナマイトについて、鑑定ではあらかじめ駐在所内部に仕掛けられていたことが判明し、警察の自作自演であることが明らかになった。共同通信記者やA巡査部長の証言と、この鑑定結果によって、1958年6月9日、福岡高裁は駐在所爆破事件について5被告人全員の無罪判決を言い渡し（ダイナマイト不法所持や刀剣類所持、傷害や脅迫の別件で3人が有罪判決）、1960年1月16日、最高裁判所判決で確定した。この時警察による「潜入捜査」も認定されたが、爆破の実行犯は不明とされている。
一方Aは潜入捜査中に日本共産党関係者から依頼を受けてダイナマイトを運搬した後に、菅生事件の被告人となる男に渡した爆発物取締罰則違反で起訴される（駐在所に脅迫状を投げ込んた事件は公訴時効が成立していた）。一審は「日本共産党関係者から依頼を受けたダイナマイト運搬をしないとその後接触を絶たれて潜入捜査の任務を遂行できなくなり、またダイナマイト運搬は上司に報告し、ダイナマイトを渡した後は可能な範囲で監視しており、潜入捜査をしている者の職責から期待可能性はない」として無罪。二審では期待可能性を肯定した上で有罪となったが、「ダイナマイト運搬に関する情報を警察の上司に報告したことが自首にあたる」として刑を免除された。
有罪判決から3ヶ月後、警察庁はAを巡査部長から警部補に特別昇任させた上で復職させた。当時の警察庁人事課長は「上司の命令でやむを得ず関係した気の毒な立場を考慮した。今後も同じような犠牲者が出た場合を考えテストケースとしたい」と記者にコメントしている。

### Aのその後
Aは復職したのちに、警察大学校教授、警察庁装備・人事課長補佐を歴任しつつ、ノンキャリア組の限界とされる警視長まで昇任。1985年、警察大の術科教養部長を最後に退職した。さらに、退職後の1987年には警察共済組合の関連企業である「たいよう共済」の役員となり1995年5月まで勤め、続いて危機管理会社「日本リスクコントロール」へと天下りした。これらはノンキャリア組警察官としては異例の厚遇である。たいよう共済は警察職員とその家族を対象とした傷害保険の代理店であり、職員の大半を警察OBが占めている。次のわたり先である日本リスクコントロールもやはり警察OBが幹部を占める会社であった。
Aの天下りについては1989年10月25日の参議院予算委員会にて、日本社会党（現・社会民主党）議員の梶原敬義が、たいよう共済の常務にAが就任していることを取り上げたことにより公にされた。たいよう共済はパッキーカード（パチンコのプリペイドカード）を発行する「日本レジャーカードシステム」の資本金のうち、9%を出資していたため、折りしも国会で俎上に載せられていた「パチンコ疑惑」に絡んで暴露されたのである。

## 次席検事の証言
1988年、事件発生当時の大分地検次席検事であった弁護士の坂本杢次は回顧録『自身への旅』を著した。同著とマスコミの取材で、坂本は事件発生前から警察幹部とのやり取りで警察の関与の下、事件が起きるのを知っていたことを明らかにした。
事件の2週間から3週間前、警察幹部が情報源を秘匿したまま、爆発物の捜索令状を取るように自身に依頼してきた。
情報源が共産党に潜入している警察官であることを感じた坂本は『情報源をはっきりさせて爆発物を押収せよ』と迫ったが、幹部は『それは無理だ。それじゃ仕方ないから予定の行動をとる』と言った。それを坂本は『それは危険だ。新聞記者にばれますよ』と注意したが、『大丈夫、ばれないようにやる』と答えたという」。さらに、起訴状にあった「氏名不詳の1人」についても、現職警察官であることを直感し、事件後その正体を警察幹部から知らされたと証言している。

## 事件の位置づけ
破壊活動防止法は1952年7月4日可決成立したが、菅生事件はその報道と相まって法案成立の追い風となった。
1952年に頻発した公安事件には、破防法成立後にそれらが止んだことや、後の裁判の結果から、共産党の武装闘争方針を利用して、「警察の側が破防法の成立のために挑発し、あるいは仕組んだ疑い」が指摘されている。とりわけ、菅生事件は被告人全員の無罪判決だけではなく、警察の組織的関与まで立証されたことから、警察によるフレームアップ、謀略事件と断定される向きが非常に強い。

## 関連文献
- 牛島春子 『霧雨の夜の男　- 菅生事件』鏡浦書房、1960年。
- 清水一行『風の骨』角川書店〈角川文庫〉、1981年1月。 - 1992年11月徳間文庫、1998年7月集英社文庫化。